# Stade Océane
Stade Océane (sau Grand Stade du Havre) este un stadion de fotbal din Le Havre, Franța. Capacitatea sa este de 25.178 de locuri toate pe scaune și este stadionul pe care își joacă meciurile pe teren propriu echipa Le Havre AC. Acesta înlocuiește Stade Jules Deschaseaux pe care echipa și-a jucat meciurile pe teren propriu. Inaugurarea sa a avut loc la 12 iulie 2012, cu ocazia unui meci amical între Le Havre AC și Lille.